# Lee Hye-sook
Lee Hye-sook (4 de septiembre de 1962) es una actriz surcoreana. Comenzó a actuar en 1979, y se ha mantenido activa en el cine y la televisión desde entonces. Es conocida por la película Silver Stallion (1991), donde interpretó a una joven viuda violada por un soldado estadounidense, y luego rechazada por su pueblo y llevada a la pobreza y la prostitución.

## Filmografía

### Cine
| Año  | Título                        | Papel                  |
| ---- | ----------------------------- | ---------------------- |
| 1980 | White Smile                   |                        |
| 1980 | Winter Love                   |                        |
| 1981 | Subzero Point '81             | Young-ok               |
| 1981 | Youth Is Passion              |                        |
| 1984 | The Forgotten Season          |                        |
| 1984 | Holy Mission                  | Lady Jung              |
| 1984 | Close Call with Death         | Julie                  |
| 1985 | The Stranger                  |                        |
| 1986 | Mulberry                      |                        |
| 1986 | Tae (The Placenta)            | Gwi-deok               |
| 1986 | Jung-gwang's Nonsense         |                        |
| 1986 | Days of Seduction             |                        |
| 1987 | Sorrow                        | Lee Mi-sook            |
| 1991 | Portrait of the Days of Youth | Lee Jeong-nim          |
| 1991 | Camels Don't Cry Alone        |                        |
| 1991 | Silver Stallion               | Eon-rae                |
| 1992 | Kim's War                     | 후사꼬                 |
| 1998 | Bye June                      | enfermera 1            |
| 2001 | Wanee & Junah                 | madre de Wa-ni         |
| 2008 | Open City                     | Song Ae-soon (cameo)   |
| 2009 | Take Off                      | madre biológica de Bob |

### Serie de televisión
| Año  | Título                                                | Papel                                   | Red       |
| ---- | ----------------------------------------------------- | --------------------------------------- | --------- |
| 1979 | Chief Inspector                                       |                                         | MBC       |
| 1979 | 제3교실                                               |                                         | MBC       |
| 1980 | Anguk-dong Miss                                       | Consorte del Príncipe heredero          | MBC       |
| 1981 | 새아씨                                                | nuera (esposa del hijo menor)           | MBC       |
| 1981 | Women's History: Jang Hui-bin                         | Reina Inhyeon                           | MBC       |
| 1981 | Women's History: Eunjangdo (Silver Knife)             |                                         | MBC       |
| 1983 | Gosanja Kim Jeong-ho                                  |                                         | MBC       |
| 1983 | 500 Years of Joseon: The King of Chudong Palace       |                                         | MBC       |
| 1984 | Governor-General of Joseon                            | hija adoptiva de Ye Wanyong             | MBC       |
| 1984 | Spray                                                 | Yoon-hee                                | MBC       |
| 1984 | Bestseller Theater "Beep Beep Club"                   |                                         | MBC       |
| 1985 | 500 Years of Joseon: The Imjin War                    | Yodo-dono                               | MBC       |
| 1986 | Winter Flower                                         | Han Mi-kyung                            | MBC       |
| 1987 | Tomorrow and Tomorrow                                 | Mi-yeon                                 | MBC       |
| 1988 | Three Women                                           | Jang Se-hee                             | MBC       |
| 1988 | Famine in the City                                    | Ji Soo-hee                              | MBC       |
| 1988 | New York Love Story                                   | Jang Mi-hee                             | Fuji TV   |
| 1989 | Senoya                                                | Kang Shin-ae                            | KBS1      |
| 1989 | Flowering Nest                                        |                                         |           |
| 1990 | Mong-sil's Older Sister                               | Buk Cheon-deok                          | MBC       |
| 1991 | Near the Valley                                       | Han Min-hwa                             | KBS2      |
| 1991 | Hyung (My Older Brother)                              | KBS2                                    |           |
| 1991 | Kim's War                                             | Choi Moon-hee/Husako                    | Fuji TV   |
| 1994 | Wind Blowing in the Window                            | Won-hee                                 | KBS2      |
| 1995 | Good Men, Good Women                                  | Choi Yoon-kyung                         | KBS2      |
| 1996 | When a Woman Loves                                    | Jung-in                                 | KBS2      |
| 1996 | Deokhye                                               | Princesa Deokhye                        | MBC       |
| 1996 | Shooting                                              |                                         |           |
| 1996 | Gan-yi-yeok                                           | Choi Yeon-woo                           | MBC       |
| 1987 | Happy Morning                                         |                                         |           |
| 1998 | Hong Gil-dong                                         | Choon-seom                              | SBS       |
| 1998 | Hug                                                   | Jung-ae                                 | SBS       |
| 1999 | School                                                | profesora de matemáticas Yoon Yoo-ran   | KBS2      |
| 1999 | School 2                                              | profesora de matemáticas Yoon Yoo-ran   | KBS2      |
| 1999 | Beautiful Choice                                      | Go Yoon-jung                            | MBC       |
| 2000 | She's the One                                         | Hong Chun-hee                           | KBS2      |
| 2000 | School 3                                              | profesora de matemáticas Yoon Yoo-ran   | KBS2      |
| 2000 | Virtue                                                | Kim Soon-young                          | SBS       |
| 2000 | SWAT Police                                           | madre de Yoo Kang-joo                   | SBS       |
| 2001 | Ladies of the Palace                                  | esposa de Yun Won-hyung                 | SBS       |
| 2001 | Delicious Proposal                                    | Kwon Mi-sook                            | MBC       |
| 2001 | TV Novel: Stepmother                                  | Lee Hae-shim                            | KBS1      |
| 2001 | 踊る大ソウル線                                        |                                         |           |
| 2002 | Successful Story of a Bright Girl                     | Moon Jung-im                            | SBS       |
| 2002 | Ruler of Your Own World                               | Kang In-ok                              | MBC       |
| 2003 | Hello! Balbari                                        | madre de Min-ji                         | KBS2      |
| 2003 | Country Princess                                      | Yoon Ji-sook                            | MBC       |
| 2003 | Merry Go Round                                        | madre de Sung Eun-kyo                   | MBC       |
| 2003 | Moon on Cheomseongdae                                 | Sun-young                               | KBS2      |
| 2003 | One Million Roses                                     | Kim Soon-young                          | KBS1      |
| 2003 | The King's Woman                                      | Lady Kim, In-bin                        | SBS       |
| 2003 | Breathless                                            | Oh Hyun-mi                              | MBC       |
| 2004 | April Kiss                                            | Oh Shin-ja                              | KBS2      |
| 2004 | The Age of Heroes                                     | Chun Tae-hee                            | MBC       |
| 2004 | My 19 Year Old Sister-in-Law                          | Song Kyung-hwa                          | SBS       |
| 2004 | Hyung (My Older Brother)                              | Kim Min-hee                             | KBS2      |
| 2004 | New York Love Story - New                             | Miheui Koike                            | Fuji TV   |
| 2005 | Encounter                                             | Yoon-ok                                 | MBC       |
| 2005 | Wonderful Life                                        | madrastra de Min Do-hyun                | MBC       |
| 2005 | 5th Republic                                          | Jang Young-ja                           | MBC       |
| 2005 | Loveholic                                             | Im Young-ae                             | KBS2      |
| 2005 | A Farewell to Sorrow                                  | Kang Hye-sun                            | KBS2      |
| 2005 | TV Novel: Sonaki (Rain Shower)                        | KBS2                                    |           |
| 2006 | Mr. Goodbye                                           | Mi-hee                                  | KBS2      |
| 2006 | Pure in Heart                                         | Choi Hye-sook                           | KBS1      |
| 2006 | Special Crime Investigation: Murder in the Blue House | Lady Lee Jin-ah                         | KBS2      |
| 2007 | Like Land and Sky                                     | Jin-sook                                | KBS1      |
| 2007 | Landscape in My Heart                                 | Jang Mo-ran                             | KBS1      |
| 2007 | Merry Mary                                            | Oh Sung-ja                              | MBC       |
| 2007 | Ground Zero                                           | Park Sung-hee                           | MBC       |
| 2008 | Woman of Matchless Beauty, Park Jung-geum             | Sa Soon-ja                              | MBC       |
| 2008 | Why Did You Come to Our House?                        | Kim Mi-soon                             | SBS       |
| 2008 | You Are My Destiny                                    | Hong Yeon-shil                          | KBS1      |
| 2008 | Glass Castle                                          | Han Yang-sook                           | SBS       |
| 2009 | What's for Dinner?                                    | Yoon Mi-hee                             | MBC       |
| 2009 | Partner                                               | Jung Hye-sook (invitada, episodios 3-7) | KBS2      |
| 2009 | Don't Hesitate                                        | Lee Jung-soo                            | SBS       |
| 2009 | Hero                                                  | Joo Myung-hee                           | MBC       |
| 2010 | Definitely Neighbors                                  | Han Soo-hee                             | SBS       |
| 2010 | Pure Pumpkin Flower                                   | Pil-soon                                | SBS       |
| 2011 | Dream High                                            | Song Nam-boon                           | KBS2      |
| 2011 | The Women of Our Home                                 | Geum Hwa-yeon                           | KBS1      |
| 2011 | My Love By My Side                                    | Sun-ah (cameo)                          | SBS       |
| 2011 | If Tomorrow Comes                                     | Kim Bo-bae                              | SBS       |
| 2012 | Fashion King                                          | Yoon Hyang-sook                         | SBS       |
| 2012 | The Moon and Stars for You                            | Oh Young-sun                            | KBS1      |
| 2013 | My Lover, Madame Butterfly                            | Sylvia Choi                             | SBS       |
| 2013 | Pots of Gold                                          | Jang Deok-hee                           | MBC       |
| 2013 | One Well-Raised Daughter                              | Im Chung-ran                            | SBS       |
| 2015 | House of Bluebird                                     | Jung Soo-kyung                          | KBS2      |
| 2015 | The Return of Hwang Geum-bok                          | Cha Mi-yeon                             | SBS       |
| 2016 | Beautiful Gong Shim                                   | esposa del abogado                      | SBS       |
| 2022 | Amor (invitados especiales: matrimonio y divorcio) 3  | Kim Dong-mi                             | TV Chosun |

### Espectáculo de variedades
| Año  | Título                | Red     | Notas |
| ---- | --------------------- | ------- | ----- |
| 1986 | All Night Fuji        | Fuji TV | Host  |
| 1987 | JOCX-TV2 - Seoul Soul | Fuji TV | Host  |

## Premios y nominaciones
| Año  | Premio                                         | Categoría                          | Nominación                    | Resultado |
| ---- | ---------------------------------------------- | ---------------------------------- | ----------------------------- | --------- |
| 1982 | 18th Baeksang Arts Awards                      | mejor actriz nueva (TV)            | Women's History: Jang Hui-bin | Ganadora  |
| 1982 | MBC Drama Awards                               | mejor actriz nueva                 | Women's History: Jang Hui-bin | Ganadora  |
| 1990 | 26th Baeksang Arts Awards                      | actriz más popular (TV)            | Flowering Nest                | Ganadora  |
| 1991 | 15th Montréal World Film Festival              | mejor actriz                       | Silver Stallion               | Ganadora  |
| 1991 | 27th Baeksang Arts Awards                      | mejor actriz                       | Silver Stallion               | Ganadora  |
| 1991 | 29th Grand Bell Awards                         | mejor actriz                       | Silver Stallion               | Nominada  |
| 1991 | 12th Blue Dragon Film Awards                   | mejor actriz                       | Silver Stallion               | Nominada  |
| 1991 | 12th Blue Dragon Film Awards                   | premio estrella popular            | Silver Stallion               | Ganadora  |
| 1991 | 11th Korean Association of Film Critics Awards | mejor actriz                       | Silver Stallion               | Ganadora  |
| 1991 | Presidential Commendation for Culture          | Recipiente                         | Silver Stallion               | Ganadora  |
| 1992 | 30th Grand Bell Awards                         | mejor actriz                       | Kim's War                     | Nominada  |
| 1992 | 13th Blue Dragon Film Awards                   | mejor actriz                       | Kim's War                     | Nominada  |
| 2002 | KBS Drama Awards                               | premio excelencia, actriz          | TV Novel: Stepmother          | Ganadora  |
| 2005 | KBS Drama Awards                               | premio excelencia, actriz          | A Farewell to Sorrow          | Ganadora  |
| 2008 | KBS Drama Awards                               | mejor actriz de reparto            | You Are My Destiny            | Nominada  |
| 2009 | 17th Chunsa Film Art Awards                    | mejor actriz de reparto            | Take Off                      | Ganadora  |
| 2011 | KBS Drama Awards                               | premio excelencia, actriz          | The Women of Our Home         | Nominada  |
| 2013 | MBC Drama Awards                               | premio dorado de actuación, Actriz | Pots of Gold                  | Ganadora  |